# Liste des lieux patrimoniaux du comté de Kings (Nouveau-Brunswick)
Ne doit pas être confondu avec Liste des lieux patrimoniaux du comté de Kings (Nouvelle-Écosse).
Cet article recense les lieux patrimoniaux du comté de Kings inscrit au répertoire des lieux patrimoniaux du Canada, qu'ils soient de niveau provincial, fédéral ou municipal.

## Liste des lieux patrimoniaux
- Haut – A
- B
- C
- D
- E
- F
- G
- H
- I
- J
- K
- L
- M
- N
- O
- P
- Q
- R
- S
- T
- U
- V
- W
- X
- Y
- Z

| [ 1 ] | Lieu patrimonial                                       | Illustration                                           | Communauté          | Adresse                     | Coordonnées        | No    | Constr.              | Prot. | Rec. | Notes |
| ----- | ------------------------------------------------------ | ------------------------------------------------------ | ------------------- | --------------------------- | ------------------ | ----- | -------------------- | ----- | ---- | ----- |
| L     | 192, promenade River Valley                            | Téléverser                                             | Grand Bay-Westfield | 192, promenade River Valley | 45.30233 -66.19486 | 18388 | 1940 (vers)          | LHL   | 2011 |       |
| L     | 241, promenade River Valley                            | Téléverser                                             | Grand Bay-Westfield | 241, promenade River Valley | 45.30412 -66.1957  | 19344 |                      | LHL   | 2012 |       |
| L     | 33, chemin Nerepis                                     | Téléverser                                             | Grand Bay-Westfield | 33, chemin Nerepis          | 45.33479 -66.21643 | 18385 | 1912                 | LHL   | 2011 |       |
| L     | 34, chemin Nerepis                                     | Téléverser                                             | Grand Bay-Westfield | 34, chemin Nerepis          | 45.33546 -66.21557 | 18362 | 1921                 | LHL   | 2011 |       |
| L     | 52, chemin Nerepis                                     | Téléverser                                             | Grand Bay-Westfield | 52, chemin Nerepis          | 45.33683 -66.21658 | 18386 | 1897                 | LHL   | 2011 |       |
| L     | 525, chemin Nerepis                                    | Téléverser                                             | Grand Bay-Westfield | 525, chemin Nerepis         | 45.37943 -66.27241 | 18387 | 1914                 | LHL   | 2011 |       |
| L     | 9, chemin Brittain                                     | Téléverser                                             | Grand Bay-Westfield | 9, chemin Brittain          | 45.39702 -66.29162 | 18368 |                      | LHL   | 2011 |       |
| L     | Cimetière familial des Stevens                         | Téléverser                                             | Grand Bay-Westfield | Allée Brandy                | 45.32947 -66.20372 | 19334 |                      | LHL   | 2011 |       |
| L     | Cimetière Mount Hope                                   | Téléverser                                             | Grand Bay-Westfield | 700, chemin Nerepis         | 45.39711 -66.30088 | 18341 |                      | LHL   | 2011 |       |
| L     | Cimetière Nase                                         | Téléverser                                             | Grand Bay-Westfield | 273, chemin Nerepis         | 45.35725 -66.23759 | 18363 |                      | LHL   | 2011 |       |
| L     | Collectivité estivale de Pamdenec                      | Téléverser                                             | Grand Bay-Westfield | Chemin Pamdenec             | 45.31603 -66.19176 | 18364 | 1921                 | LHL   | 2011 |       |
| L     | Concessions de terre à des loyalistes noirs            | Téléverser                                             | Grand Bay-Westfield | Rue Douglas                 | 45.35475 -66.24690 | 19312 |                      | LHL   | 2011 |       |
| L     | Église anglicane Résurrection                          | Téléverser                                             | Grand Bay-Westfield | 20, avenue MacDonald        | 45.307 -66.19689   | 19332 | 2004                 | LHL   | 2011 |       |
| L     | Église catholique romaine St. Augustine                | Téléverser                                             | Grand Bay-Westfield | 279, chemin Nerepis         | 45.35938 -66.23961 | 18366 | 1926                 | LHL   | 2011 |       |
| L     | L'Église unie de Westfield                             | Téléverser                                             | Grand Bay-Westfield | 133, chemin Nerepis         | 45.34143 -66.22219 | 19329 | 1922                 | LHL   | 2011 |       |
| P     | Ferme Mount Hope                                       | Téléverser                                             | Grand Bay-Westfield | 690, chemin Nerepis         | 45.39666 -66.29888 | 1250  | 1786                 | LPP   | 1997 |       |
| L     | Lieu de l'école de Nerepis                             | Téléverser                                             | Grand Bay-Westfield | 670, chemin Nerepis         | 45.39659 -66.29484 | 18342 |                      | LHL   | 2011 |       |
| L     | Maison de la famille Lingley                           | Téléverser                                             | Grand Bay-Westfield | 2, promenade Mallard        | 45.36335 -66.24408 | 19341 |                      | LHL   | 2012 |       |
| L     | Maison George W. Crawford                              | Téléverser                                             | Grand Bay-Westfield | 2, chemin Brundage Point    | 45.34852 -66.22483 | 19343 |                      | LHL   | 2011 |       |
| L     | Maison Stevens                                         | Téléverser                                             | Grand Bay-Westfield | 20, avenue MacDonald        | 45.32451 -66.20331 | 19333 |                      | LHL   | 2012 |       |
| L     | Plage Westfield                                        | Téléverser                                             | Grand Bay-Westfield |                             | 45.35477 -66.23472 | 18367 |                      | LHL   | 2011 |       |
| L     | Porter House                                           | Téléverser                                             | Grand Bay-Westfield | 156, chemin Nerepis         | 45.34469 -66.22423 | 19330 |                      | LHL   | 2011 |       |
| L     | Propriété familiale Kirtley-Hayter                     | Téléverser                                             | Grand Bay-Westfield | 171, promenade Woolastook   | 45.31835 -66.19967 | 19339 |                      | LHL   | 2012 |       |
| L     | Le sentier Old Portage                                 | Téléverser                                             | Grand Bay-Westfield | 633, chemin Nerepis         | 45.39081 -66.28663 | 19335 |                      | LHL   | 2011 |       |
| L     | Site du quai de Westfield                              | Site du quai de Westfield                              | Grand Bay-Westfield | 670, chemin Nerepis         | 45.34891 -66.22409 | 18361 |                      | LHL   | 2011 |       |
| L     | Westfield Golf and Country Club                        | Téléverser                                             | Grand Bay-Westfield | 8, chemin Golf Club         | 45.33680 -66.22128 | 18365 | 1919                 | LHL   | 2011 |       |
| P     | Palais de justice du comté de Kings                    | Palais de justice du comté de Kings                    | Hampton             | 648, rue Main               | 45.52639 -65.82686 | 12896 | 1872                 | LPP   | 2009 |       |
| P     | Prison de Hampton                                      | Prison de Hampton                                      | Hampton             | 17, chemin Centennial       | 45.52651 -65.82641 | 5735  | 1870 (vers)          | LPP   | 1977 |       |
| F     | Église et presbytère Trinity                           | Église et presbytère Trinity                           | Kingston            |                             | 45.5026 -65.9757   | 12087 | 1789                 | LHN   | 1977 | [ 3 ] |
| P     | Quartier historique de Kingston                        | Téléverser                                             | Kingston            | Route 845 Route 850         | 45.50284 -65.97500 | 7438  | 1788                 | LPP   | 2000 |       |
| F     | Église anglicane St. Luke                              | Téléverser                                             | Quispamsis          | 12, chemin Quispamsis       | 45.4493 -65.9759   | 13555 | 1833                 | LHN   | 1994 |       |
| P     | Stoneycroft                                            | Téléverser                                             | Quispamsis          | 255, chemin Hampton         | 45.40961 -65.96306 | 10067 | 1800 (vers)          | LPP   | 1977 |       |
| L     | 18, chemin Hampton                                     | Téléverser                                             | Rothesay            | 18, chemin Hampton          | 45.38849 -65.99422 | 7025  | 1920 et 1929 (entre) | LHL   | 2006 |       |
| L     | 3, chemin Station                                      | Téléverser                                             | Rothesay            | 3, chemin Station           | 45.3875 -65.99851  | 7009  | 1920 (vers)          | LHL   | 2006 |       |
| L     | 3218, chemin Rothesay                                  | Téléverser                                             | Rothesay            | 3218, chemin Rothesay       | 45.38667 -65.99649 | 6976  | 1902                 | LHL   | 2006 |       |
| L     | 42, chemin Gondola Point                               | Téléverser                                             | Rothesay            | 42, chemin Gondola Point    | 45.39218 -65.99693 | 7107  | 1850 et 1870 (entre) | LHL   | 2006 |       |
| L     | 8, avenue Church                                       | Téléverser                                             | Rothesay            | 8, avenue Church            | 45.38956 -65.99557 | 7049  | 1929 (vers)          | LHL   | 2006 |       |
| L     | Ancienne clinique médicale                             | Téléverser                                             | Rothesay            | 12, chemin Gondola Point    | 45.38868 -65.99708 | 7014  |                      | LHL   | 2006 |       |
| L     | Ancienne maison Crosby                                 | Téléverser                                             | Rothesay            | 28, chenin Gondola Point    | 45.39056 -65.99697 | 6973  | 1913 (vers)          | LHL   | 2006 |       |
| L     | Cleasby                                                | Téléverser                                             | Rothesay            | 4, promenade Allison        | 45.37809 -65.99543 | 10218 | 1855 (vers)          | LHL   | 2008 |       |
| L     | Duart Hall                                             | Téléverser                                             | Rothesay            | 19, chemin Station          | 45.3899 -65.99855  | 6978  |                      | LHL   | 2006 |       |
| L     | École Rothesay Netherwood                              | Téléverser                                             | Rothesay            | 40, chemin College Hill     | 45.38034 -65.99161 | 7456  |                      | LHL   | 2006 |       |
| L     | Église anglicane Saint Paul's                          | Téléverser                                             | Rothesay            | 6, avenue Church            | 45.38951 -65.99538 | 7149  | 1860                 | LHL   | 2006 |       |
| L     | Église catholique Our Lady of Perpetual Help           | Téléverser                                             | Rothesay            | 33, chemin Gondola Point    | 45.39073 -65.99777 | 7024  | 2004                 | LHL   | 2006 |       |
| L     | Église unie Saint Paul's                               | Téléverser                                             | Rothesay            | 7, chemin Gondola Point     | 45.38801 -65.99764 | 7012  | 1888 (vers)          | LHL   | 2006 |       |
| L     | Firshade                                               | Téléverser                                             | Rothesay            | 3000, chemin Rothesay       | 45.38018 -65.9961  | 7051  | 1850 (vers)          | LHL   | 2006 |       |
| F     | Gare du European and North American Railway à Rothesay | Gare du European and North American Railway à Rothesay | Rothesay            |                             | 45.3833 -66        | 7546  | 1858                 | LHN   | 1976 |       |
| L     | Hôtel Belleview                                        | Téléverser                                             | Rothesay            | 15, chemin Station          | 45.38925 -65.99861 | 6977  |                      | LHL   | 2006 |       |
| L     | Maison Brenan                                          | Téléverser                                             | Rothesay            | 3189, chemin Rothesay       | 45.38574 -65.99736 | 7083  | 1920 (vers)          | LHL   | 2006 |       |
| L     | Maison Brock                                           | Téléverser                                             | Rothesay            | 10, voie Maiden             | 45.38539 -65.99495 | 10260 | 1915                 | LHL   | 2008 |       |
| L     | Maison Crosby                                          | Téléverser                                             | Rothesay            | 3197, chemin Rothesay       | 45.38613 -65.99779 | 7074  | 1905 (vers)          | LHL   | 2006 |       |
| L     | Maison Lewin                                           | Téléverser                                             | Rothesay            | 25, chemin Gondola Point    | 45.38995 -65.99768 | 7048  | 1870 (vers)          | LHL   | 2006 |       |
| L     | Maison McKnight                                        | Téléverser                                             | Rothesay            | 155, chemin Green           | 45.37493 -65.99824 | 10244 | 1900                 | LHL   | 2008 |       |
| L     | Maison Satalic                                         | Téléverser                                             | Rothesay            | 11, chemin Station          | 45.38875 -65.99856 | 7006  |                      | LHL   | 2006 |       |
| L     | Purd's                                                 | Téléverser                                             | Rothesay            | 64, chemin Gondola Point    | 45.39491 -65.99673 | 10219 | 1900                 | LHL   | 2008 |       |
| L     | Rothesay Common                                        | Téléverser                                             | Rothesay            |                             | 45.38858 -65.99596 | 6975  |                      | LHL   | 2006 |       |
| L     | Sculpture d'aviron de Kennebecasis                     | Téléverser                                             | Rothesay            | Chemin Rothesay             | 45.37282 -66.00984 | 10246 |                      | LHL   | 2008 |       |
| L     | Shadow Lawn                                            | Téléverser                                             | Rothesay            | 3180, chemin Rothesay       | 45.3855 -65.99649  | 7073  | 1870 (vers)          | LHL   | 2006 |       |
| L     | Strathnaver                                            | Téléverser                                             | Rothesay            | 3105, chemin Rothesay       | 45.38318 -65.99716 | 10216 | 1920                 | LHL   | 2008 |       |
| L     | The Knoll                                              | Téléverser                                             | Rothesay            | 7, allée Knoll              | 45.38539 -65.99159 | 10221 | 1877                 | LHL   | 2008 |       |
| F     | Ancienne gare du chemin de fer Intercolonial           | Ancienne gare du chemin de fer Intercolonial           | Sussex              | Rue Broad                   | 45.722 -65.513     | 6887  | 1914                 | GFP   | 1993 | [ 4 ] |
| L     | Cimetière Kirkhill                                     | Téléverser                                             | Sussex              | Rue Duke                    | 45.72701 -65.51798 | 8704  |                      | LHL   | 2007 |       |
| L     | Église anglicane Trinity                               | Téléverser                                             | Sussex              | 857, rue Main               | 45.71971 -65.50018 | 8713  | 1876                 | LHL   | 2007 |       |
| L     | Fabrique de soda au gingembre Sussex                   | Téléverser                                             | Sussex              | 67, avenue Pleasant         | 45.72016 -65.51238 | 8696  | 1910                 | LHL   | 2007 |       |
| L     | Fontaine de l'avenue Church                            | Téléverser                                             | Sussex              | 135, avenue Church          | 45.71897 -65.51023 | 8697  |                      | LHL   | 2007 |       |
| L     | Gare du chemin de fer Intercolonial                    | Gare du chemin de fer Intercolonial                    | Sussex              | Rue Broad                   | 45.72276 -65.51219 | 8712  | 1914                 | LHL   | 2007 | [ 5 ] |
| L     | Hôtel Depot                                            | Téléverser                                             | Sussex              | 1, rue Queen                | 45.72254 -65.48599 | 8714  |                      | LHL   | 2007 |       |
| L     | Immeuble Dominion                                      | Téléverser                                             | Sussex              | 524, rue Main               | 45.72379 -65.51112 | 8711  | 1883                 | LHL   | 2007 |       |
| L     | L'ancienne résidence MacDougall                        | Téléverser                                             | Sussex              | 197, avenue Church          | 45.71669 -65.50956 | 8709  | 1902                 | LHL   | 2007 |       |
| L     | Maison Arnold                                          | Téléverser                                             | Sussex              | 811, rue Main               | 45.7209 -65.50157  | 10327 | 1860 (vers)          | LHL   | 2008 |       |
| L     | Maison Diadema White                                   | Téléverser                                             | Sussex              | 177, rue Church             | 45.71731 -65.50913 | 10307 | 1902                 | LHL   | 2008 |       |
| L     | Maison Gunn                                            | Téléverser                                             | Sussex              | 201, rue St. George         | 45.72128 -65.52343 | 10325 | 1907                 | LHL   | 2008 |       |
| L     | Maisons des jumeaux Wallace                            | Téléverser                                             | Sussex              | 376 et 380, rue Main        | 45.72418 -65.51822 | 10338 | 1875                 | LHL   | 2008 |       |
| L     | Pharmacie « Sharp's Corner Drug Store »                | Téléverser                                             | Sussex              | 3, rue Broad                | 45.72338 -65.51156 | 8716  |                      | LHL   | 2007 |       |
| L     | Résidence Black-Palmer                                 | Téléverser                                             | Sussex              | 65, rue Church              | 45.72105 -65.51063 | 10322 | 1888                 | LHL   | 2008 |       |
| L     | Résidence Brooks                                       | Téléverser                                             | Sussex              | 148, avenue Maple           | 45.72626 -65.50434 | 8706  | 1902                 | LHL   | 2007 |       |
| L     | Résidence Fairweather                                  | Téléverser                                             | Sussex              | 170, avenue Church          | 45.71778 -65.50853 | 8708  | 1835                 | LHL   | 2007 |       |
| L     | Résidence Forbes                                       | Téléverser                                             | Sussex              | 60, rue Essex               | 45.72308 -65.51924 | 10336 | 1915 (vers)          | LHL   | 2008 |       |
| L     | Résidence Jonah                                        | Téléverser                                             | Sussex              | 977, rue Main               | 45.71750 -65.49444 | 10305 | 1884                 | LHL   | 2008 |       |
| L     | Résidence Slipp/Deichmann/Wallace                      | Téléverser                                             | Sussex              | 34, promenade Sunnyside     | 45.72639 -65.52139 | 8715  | 1859                 | LHL   | 2007 |       |
| L     | Résidence Squarebriggs                                 | Téléverser                                             | Sussex              | 2, rue Paradise             | 45.72179 -65.51693 | 10320 | 1902 (vers)          | LHL   | 2008 |       |
| L     | Résidence Sutherland                                   | Téléverser                                             | Sussex              | 387, rue Main               | 45.7238 -65.51774  | 10339 | 1860 (vers)          | LHL   | 2008 |       |
| L     | Résidence Williamson                                   | Téléverser                                             | Sussex              | 371, rue Main               | 45.7238 -65.51859  | 10341 | 1900 (vers)          | LHL   | 2008 |       |
| F     | Fort Nerepis                                           | Fort Nerepis                                           | Westfield           | Chemin Woodman's Point      | 45.3702 -66.2342   | 13166 | 1659                 | LHN   | 1930 |       |